# Metis Shoal
Metis Shoal, également connu sous le nom d'île Lateiki, est un îlot volcanique aux Tonga, situé entre les Kao et Late, dans l'arc volcanique qui marque la jonction entre la plaque des Tongas et celle des Kermadec.  
Formée en 1995, elle disparaît entre le 14 octobre et le 1er novembre 2019 dans une éruption volcanique. Un nouvel îlot, plus vaste, naît simultanément 120 mètres à l'ouest. On lui conserve le nom de Lateiki. 

## Histoire

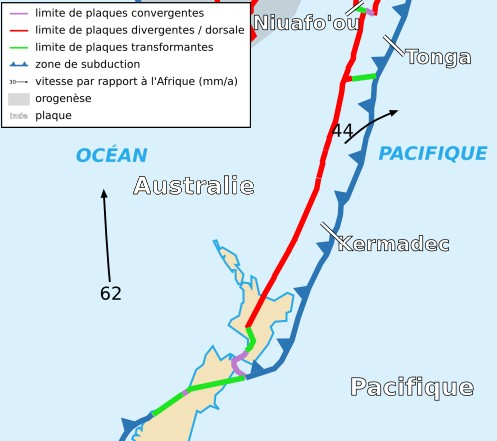
Plaques des Kermadec et des Tongas

Plusieurs autres îles auraient précédé Metis Shoal. L'une d'elles est signalée en 1781 et érodée par la suite, selon le Global Volcanism Program. Des récifs rocheux ou des bancs de sable d'une profondeur de 10 mètres ou moins ont été observés pendant les périodes d'inactivité sismique au XXe siècle, et des cônes de tuf dacitique se forment lors d'éruptions en 1967 et 1979. Les deux sont rapidement érodés sous la surface de la mer.

## L'île de 1995 à 2019

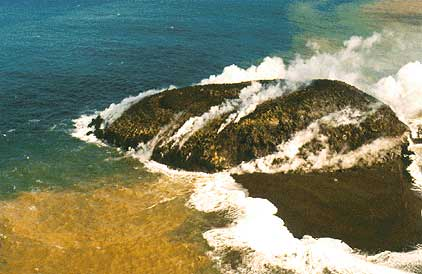
Le volcan Metis Shoal sur Tonga.

Lors d'une éruption en 1995, une nouvelle île (latitude: 19,18 ° S, longitude: 174,8 ° O) apparaît. Elle est formée d'un dôme de lave de 280 mètres de diamètre et de 43 mètres d'altitude. Le 7 décembre 2006, un appareil de l'aviation néo-zélandaise survole et photographie Metis Shoal et Home Reef pour les  volcanologues de l'Institut des sciences géologiques et nucléaires (IGNS). 
Le matin du 14 octobre 2019, le navire tongien MV Ngutulei signale une nouvelle éruption, qui se poursuit pendant plus de deux semaines. Les photos aériennes confirment la disparition de l'île. 

## La nouvelle île
Le service géologique des Tonga annonce le 6 novembre 2019 que l'éruption d'octobre a produit une nouvelle île plus vaste, à environ 120 mètres à l'ouest de l'ancienne. On lui conserve le nom de Lateiki ; sa taille est estimée à 100 mètres de large sur 400 mètres de long,. 